# A gólem (film)
A gólem (eredeti cím: Der Golem, wie er in die Welt kam) 1920-ban készült német némafilm. Rendezte az egyben a címszereplőt is alakító Paul Wegener és Carl Boese.

## Előzmények
A gólem a zsidó folklórban többször előforduló, mesterségesen életre keltett agyagember. 1915-ben már készült film, amit a 16. században élt Löw rabbi és az ő gólemje ihletett, de ez elveszett, szemben az 1920-as művel.

## Történet
A 16. században a cseh király (II. Rudolf) rendeletet adott ki, miszerint a prágai zsidóknak el kell hagyniuk a várost. Löw rabbi agyagból gyúrt és mágia segítségével életre keltett egy emberi testet, feladata a zsidó közösség megvédése volt...

## Szereplők
- Paul Wegener - A gólem
- Albert Steinrück - Löw rabbi
- Lyda Salmonova - Miriam
- Ernst Deutsch - A rabbi szolgája
- Lothar Müthel - Florian lovag
- Otto Gebühr - Rudolf király
- Hans Stürm - Jehuda rabbi